# ماي بيتي
ماي بيتي (بالإنجليزية: May Beatty)‏ هي ممثلة نيوزيلندية، ولدت في 4 يونيو 1880 في كرايستشرش في نيوزيلندا، وتوفيت في 1 أبريل 1945 في كوفينا في الولايات المتحدة.

## أعمال

### أفلام
- (1935) قصة مدينتين
- (1936) رقم خاص
- (1938) لو كنت ملك
- (1939) مغامرات شرلوك هولمز
- (1940) كبرياء وتحامل

## وصلات خارجية
- ماي بيتي على موقع IMDb (الإنجليزية)
- ماي بيتي على موقع ألو سيني (الفرنسية)
- ماي بيتي على موقع أول موفي (الإنجليزية)
- ماي بيتي على موقع قاعدة بيانات الأفلام السويدية (السويدية)
- ماي بيتي على موقع قاعدة بيانات الفيلم (الإنجليزية)
- ماي بيتي على موقع كينوبويسك (الروسية)